# Ceri(III) chloride
Ceri(III) chloride (CeCl3), còn gọi với cái tên khác là cerơ chloride hoặc ceri trichloride, là một hợp chất có thành phần gồm hai nguyên tố ceri và chlor. Hợp chất này tồn tại dưới dạng thức là một chất rắn hút ẩm màu trắng, nhanh chóng hấp thụ nước khi tiếp xúc với không khí ẩm để tạo thành hydrat, thông thường hợp chất dưới dạng ngậm nước heptahydrat CeCl3·7H2O được biết đến nhiều hơn. Hợp chất này dễ tan trong nước, khi khan nó hòa tan trong ethanol và aceton.

## Điều chế ceri(III) chloride khan
Cách điều chế hợp chất này đơn giản nhất là đun nóng dạng ngậm nước của chính hợp chất và làm cho nó thủy phân, bay hơi để lại hợp chất khan. Cách điều chế CeCl3 khan khác là thực hiện đun nóng ceri(III) chloride tồn tại ở dạng heptahydrat dần dần đến nhiệt độ 140 °C (284 °F; 413 K) trong nhiều giờ dưới điều kiện chân không. Ngoài ra, hợp chất halide khan của nguyên tố Ceri cũng có thể được tạo thành nhờ phản ứng của kim loại ceri và hydro chloride. Hợp chất thường được tinh chế bởi sự thăng hoa nhiệt độ cao dưới chân không cao.

## Hợp chất khác
CeCl3 còn tạo một số hợp chất với NH3, như:
- CeCl3·2NH3;
- CeCl3·4NH3;
- CeCl3·8NH3;
- CeCl3·12NH3;
- CeCl3·20NH3.

Chúng đều có màu trắng.
CeCl3 còn tạo một số hợp chất với N2H4, như CeCl3·3N2H4·2H2O là tinh thể lập phương nhỏ màu trắng, tan trong nước, methanol, ethanol, axit kháng nồng độ 2 H, không tan trong benzen, toluen, d20 ℃ = 2,1843 g/cm³.
CeCl3 còn tạo một số hợp chất với CS(NH2)2, như CeCl3·3CS(NH2)2 là tinh thể không màu.